# Accident d'un F27 de l'armée de l'air indonésienne
L'accident d'un F27 de l'armée de l'air indonésienne a lieu le 6 avril 2009 sur l'aéroport international Husein Sastranegara, à Bandung, en Indonésie lors de la phase d’atterrissage. Il coûte la vie à vingt-quatre personnes, six membres d'équipage et dix-huit soldats des forces spéciales. Le Fokker 27 s'écrase sur un hangar de l'entreprise PT Dirgantara Indonesia.
Une enquête est menée par le Comité national pour la sécurité des transports indonésien (KNKT). L'accident est du au vent cisaillant de vingt nœuds ainsi qu'au temps pluvieux,.